# Forum :terra nova

Eingangsfassade Forum :terra nova

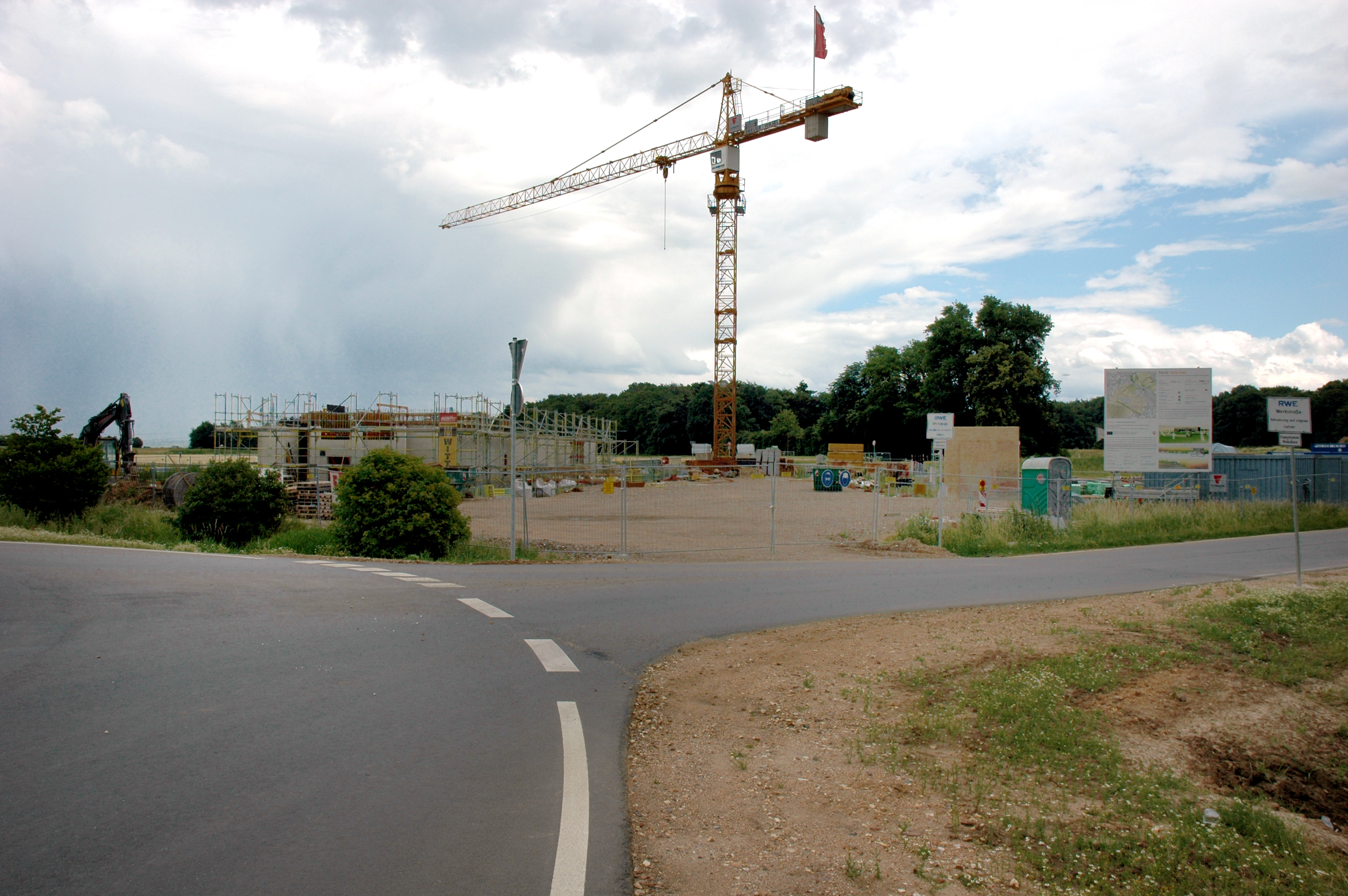
Forum :terra nova, Baustelle im Juni 2011

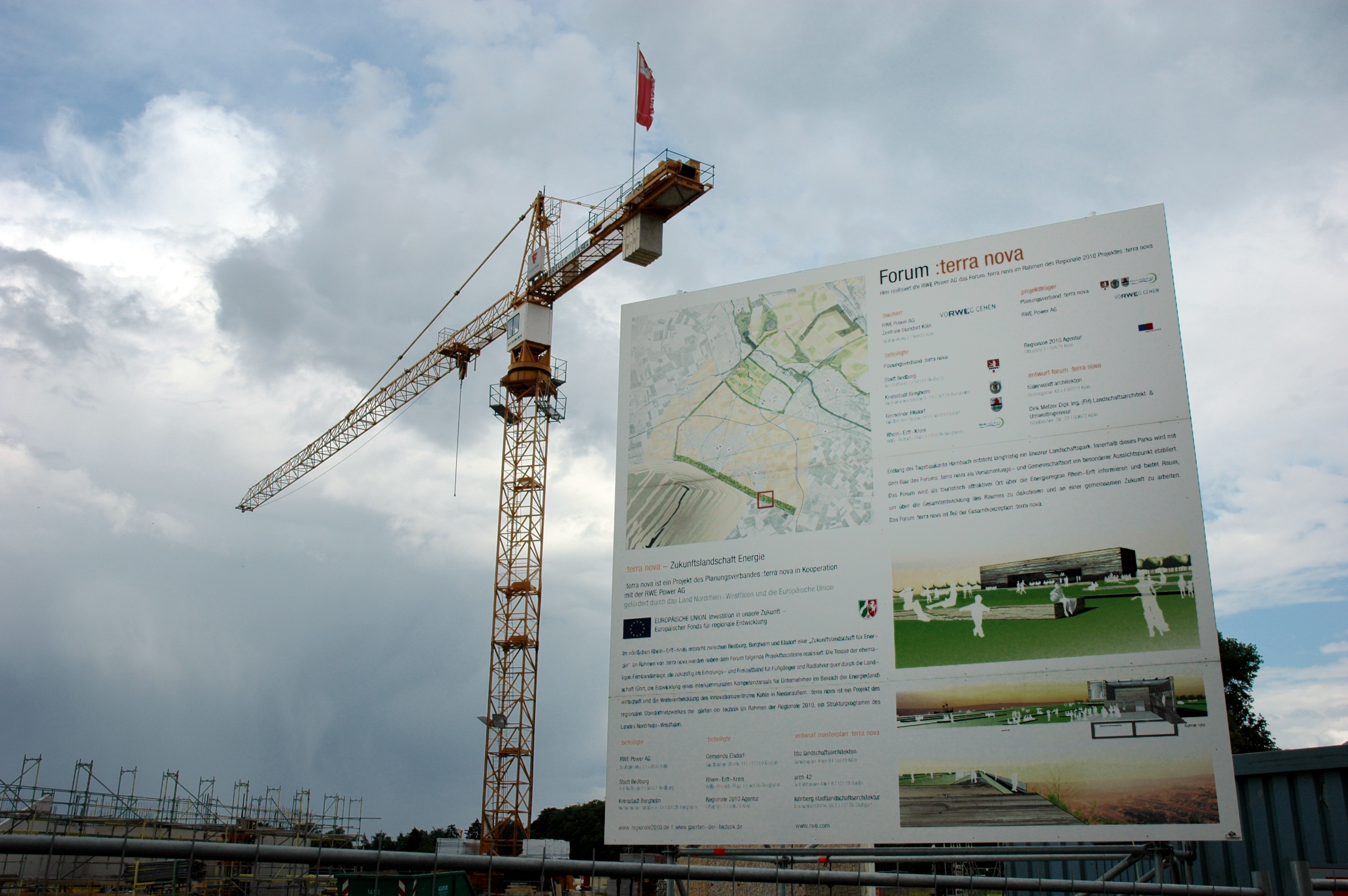
Bautafel

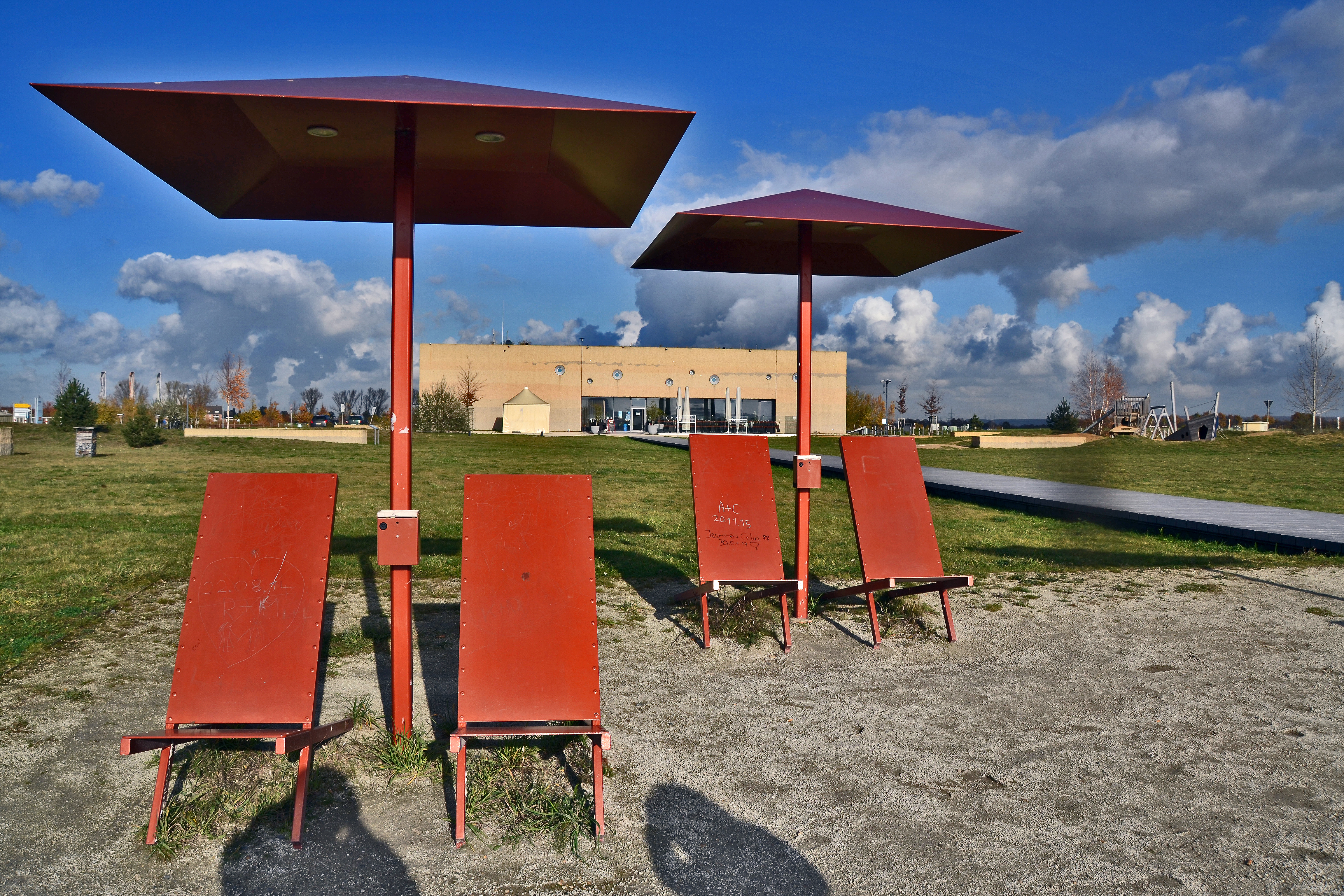
Forum ː terra nova – Besucherzentrum, November 2017

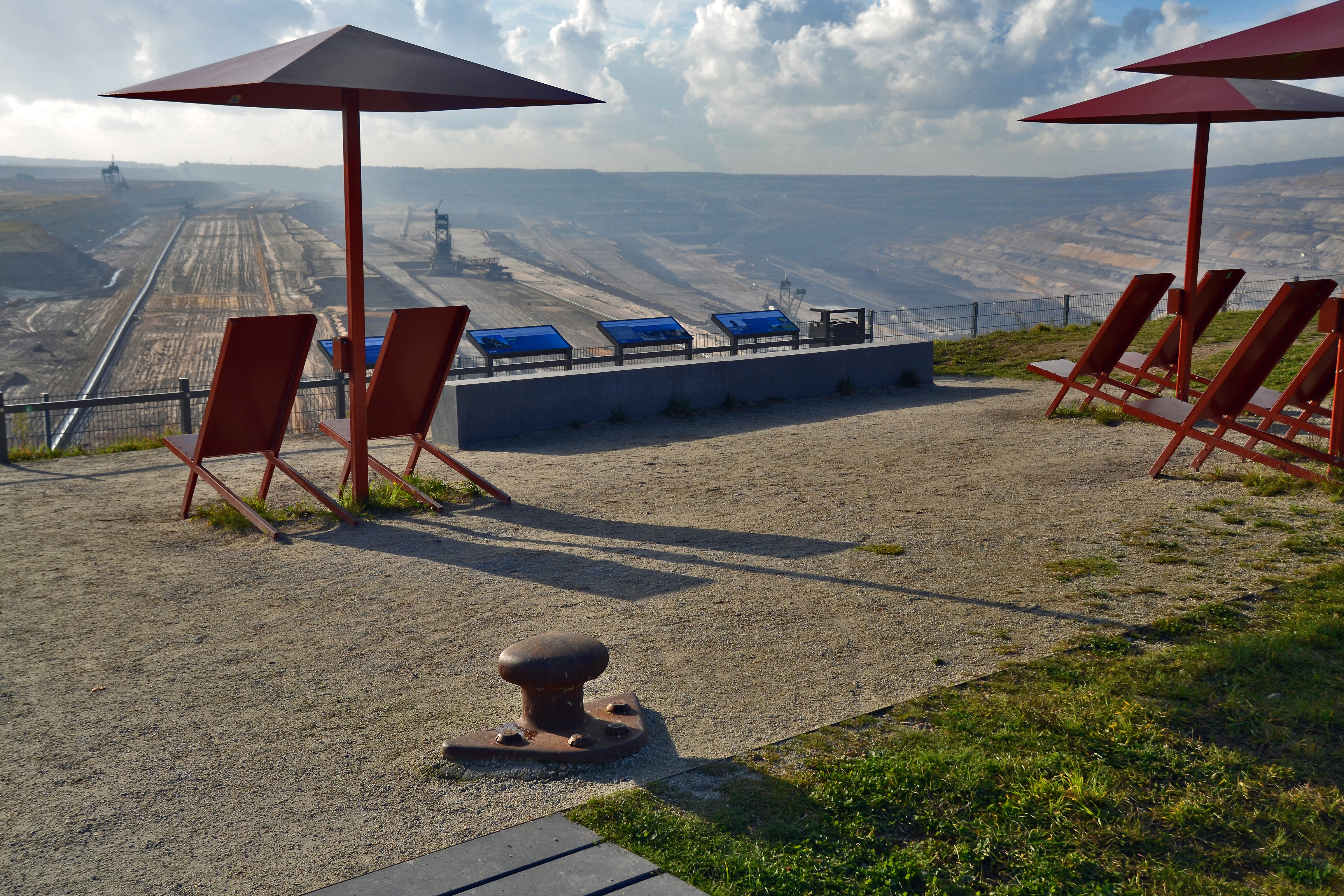
Terra Nova – Aussichtsplattform, November 2017

Das Forum :terra nova ist ein Multifunktionsgebäude am Nordrand des Tagebau Hambach im Rheinland, das auf dem Gebiet der Stadt Elsdorf errichtet und am 25. Mai 2012 eröffnet wurde. Das Forum, das zum Projekt :terra nova im Rahmen der Regionale 2010 gehört, dient als Besucherinformationszentrum und als Aussichtsplattform zum Tagebau Hambach.
Der Spatenstich, bei dem auch Nordrhein-Westfalens Ministerpräsident Jürgen Rüttgers und der Elsdorfer Bürgermeister Wilfried Effertz anwesend waren, fand am 3. Mai 2010 statt.
Die RWE Power investierte rund vier Millionen Euro in den Bau des Forums.

## Lage
Das Gebäude liegt am nordöstlichen Rand des Tagebaus, nahe dem Elsdorfer Ortsteil Berrendorf-Wüllenrath. Es ist Bestandteil eines neuen Landschaftsparks, der im Zuge des Tagebaus entlang der gewaltigen Grube entstehen soll. Das Gebäude soll in diesem sogenannten time-park die zentrale Anlaufstation für Besucher werden. Es ist als Haus für Ausstellungen und Veranstaltungen aller Art konzipiert. Gleichzeitig soll es im Zusammenspiel mit der neu zu schaffenden Dünenlandschaft der Außenanlagen als „spektakulärer“ Aussichtspunkt in die Tagebaugrube fungieren, die hier „vorbeiwandert“, bis schließlich am Ende des Jahrhunderts ein großer See oder eine Seenlandschaft entstehen soll.

## Aussichtspunkt und Informationszentrum
Weite, Maßstab, Erdschichten, Erdbewegung, Landschaftsverwandlung und Energiegewinnung sind die Begriffe, mit denen die Ideen zu diesem Gebäude und seinen Außenanlagen umschrieben werden können:
„Zuerst schiebt sich durch die Erdkrume ein massiger Steinblock. Die schrundigen Erdschichten, aus denen er sich hochgeschoben hat, sind noch sichtbar, auf dem Dach wächst die Wiese weiter. Davor scheint die Erdoberfläche bereits zukünftige Ereignisse vorwegzunehmen: Parallel zur Abbruchkante heben und senken sich rechteckige Flächen unterschiedlicher Größe, die gewachsene Erdkrume hebt sich, darunterliegende Schichten werden sichtbar. Schon bald entsteht vor diesem Gelände die gigantische Grube für den Braunkohleabbau: gewaltige Maschinen arbeiten sich immer näher heran, Lärm und Staub beherrschen die Landschaft. Eine scharfe Landschaftskante entsteht. Und noch eine ganze Zeit später wird diese gewaltige Beschädigung der Erdoberfläche unter den Fluten eines der größten Binnenseen Europas nur noch zu erahnen sein. Die bewegte Erdoberfläche verschwindet langsam unter einem immer dichter wachsenden Grasteppich, der massige Steinblock vermoost, Vegetation bricht sich Bahn.“
Dieses im Wettbewerbsentwurf entwickelte Szenario bildet den Hintergrund für die in einem internationalen Architektenwettbewerb mit dem ersten Preis ausgezeichneten Arbeit des Architekten Dirk Lüderwaldt und dem Landschaftsarchitekten Dirk Melzer aus Köln für das Forum terra nova.
Weiter heißt es in den Erläuterungen zum Wettbewerbskonzept:
„An der Schnittstelle zwischen Braunkohlenabbau und zukünftigem Landschaftspark gelegen, bildet das neue Informationsgebäude ein großes Fenster zum Tagebau, später zum See. Die vorgelagerte, bewegte Freifläche wird zu einer Aussichtsplattform und Bühne für vielfältige Aktivitäten:
- Beobachtung der landschaftlichen Veränderung direkt an der Kante zum Abbau (Fernrohrallee);
- Anfangs-, End- oder Zwischenstation auf dem Spazierweg durch die ‚Gärten der Technik‘;
- Ausgangs- und Endpunkt von Exkursionen durch das Tagebaugelände;
- Picknick am Tag oder bei Sonnenuntergang;
- Teil eines Naturlehrpfades;
- Konzerte, Vorführungen und Ausstellungen.
Das Gebäude öffnet sich im Erdgeschoss großzügig zur Freifläche, das zweigeschossige Atrium wird zum multifunktionalen Zentrum.
Eine langsam ansteigende Treppe und ein Aufzug führen auf der Rückseite des Gebäudes hinauf  zum Rundgang durch die Ausstellungsebene: zwei geschlossene, nur durch Oberlicht beleuchtete Ausstellungssäle werden durch einen schmalen Gang verbunden, dessen trichterförmige Öffnungen einen fokussierten Blick hinüber zum Tagebau und später zum See erlauben und so Rückkoppelungen zu den Ausstellungsthemen.“

## Architektur
Konstruktion und Erscheinung des Gebäudes entstammen sorgfältiger interdisziplinärer Planung und experimenteller Entwicklung neuartiger Bauverfahren unter Führung des Architektenbüro lüderwaldt architekten aus Köln.
Die Gründung ist so konzipiert, dass ggf. auftretende Erdbewegungen aus dem unmittelbar angrenzenden Tagebau durch hydraulische Lager aufgefangen werden könnten.
Die Fassade besteht aus in horizontalen Schichten eingebrachtem Sichtbeton. Farblich auf die im Tagebau zu Tage tretenden Erdschichten angepasst, wurde die Oberfläche abschließend grob gefräst, so dass das Gebäude wie ein sich aus der Erde geschobener Steinblock in der Landschaft liegt. Selbst die umgebende Wiese wächst auf dem Dach weiter.
Das Innere des Gebäudes ist geprägt von sorgfältig glatt geschalten Sichtbetonflächen und von passgenau eingefügten Ausbauelementen aus furnierten Holztafeln. Die runden Aussichtsfenster sind innenseitig mit Leder gepolstert.
Das zweigeschossige Atrium wird überspannt von einer speziell für die Gebäude entwickelten Stahl- und Glaskonstruktion. Schachbrettartig wechseln hier transparente Glasflächen mit geschlossenen, oben mit Photovoltaikelementen, unten mit transluzenten, leuchtenden Lichtdecken bekleideten Feldern. Tages- und Kunstlicht lassen sich hier computergesteuert zu nutzungsfreundlichen Lichtszenarien komponieren.
Die Wärmeversorgung erfolgt über durch das Gebäude geleitetes Sümpfungswasser, dem mittels Wärmetauscher die notwendige Energie entzogen wird.

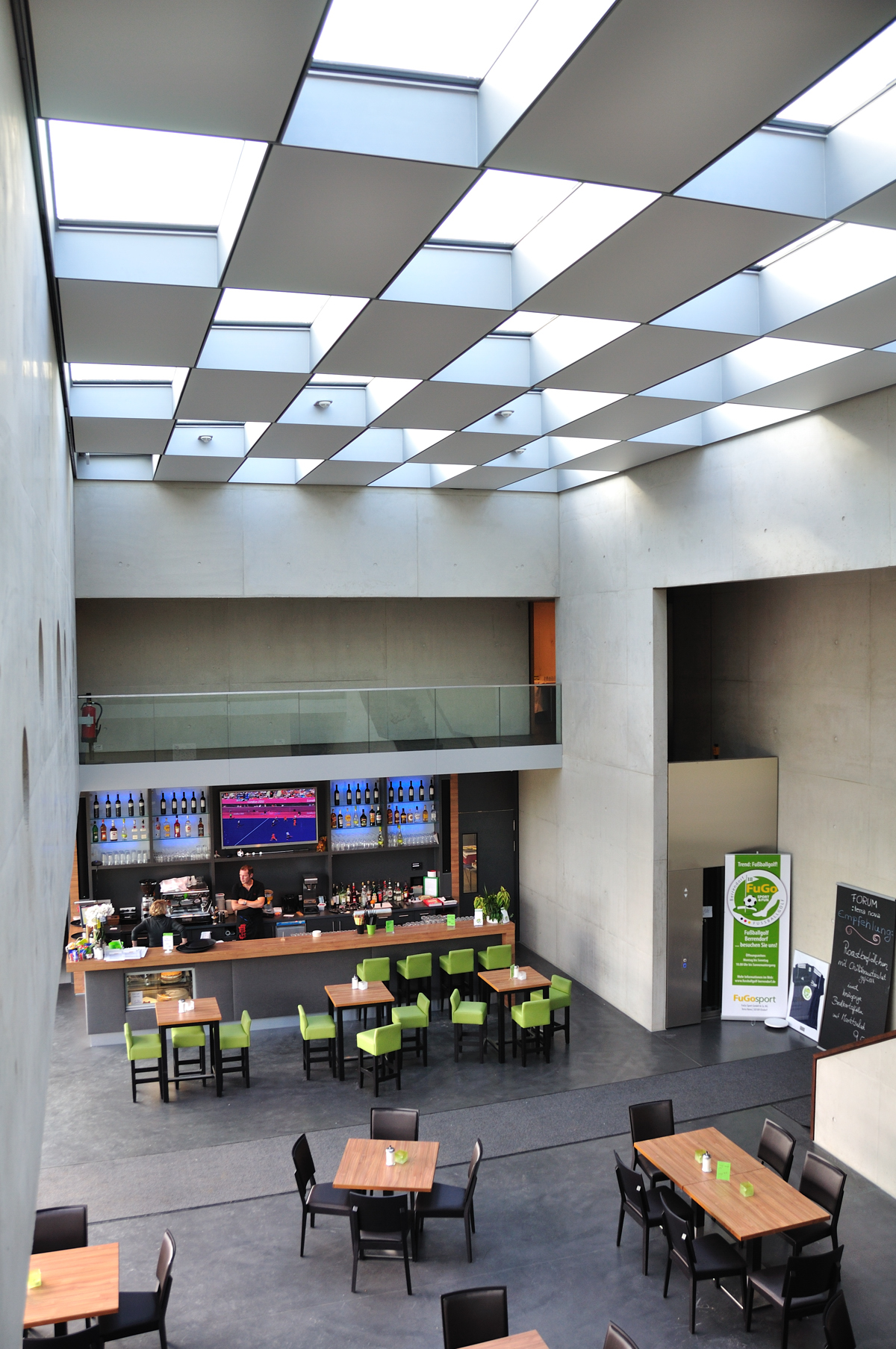
Gastronomiebereich im Forum
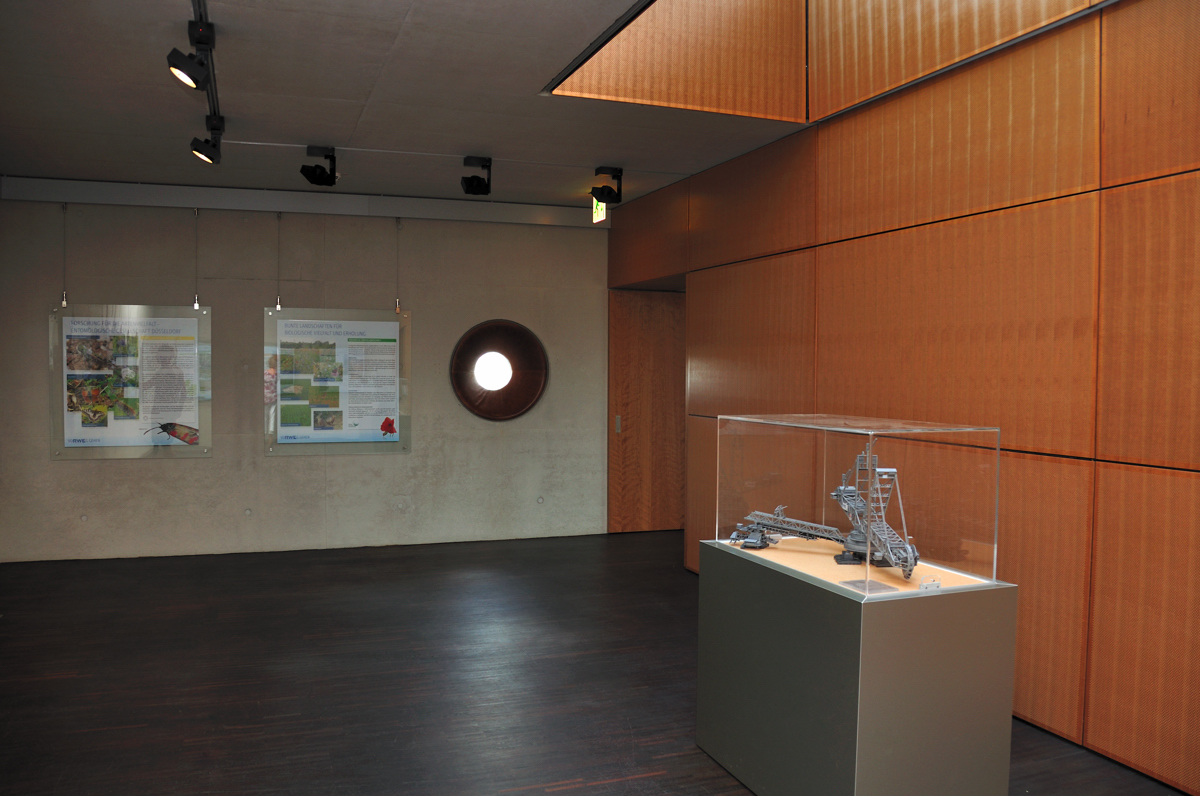
Teilansicht der Dauerausstellung
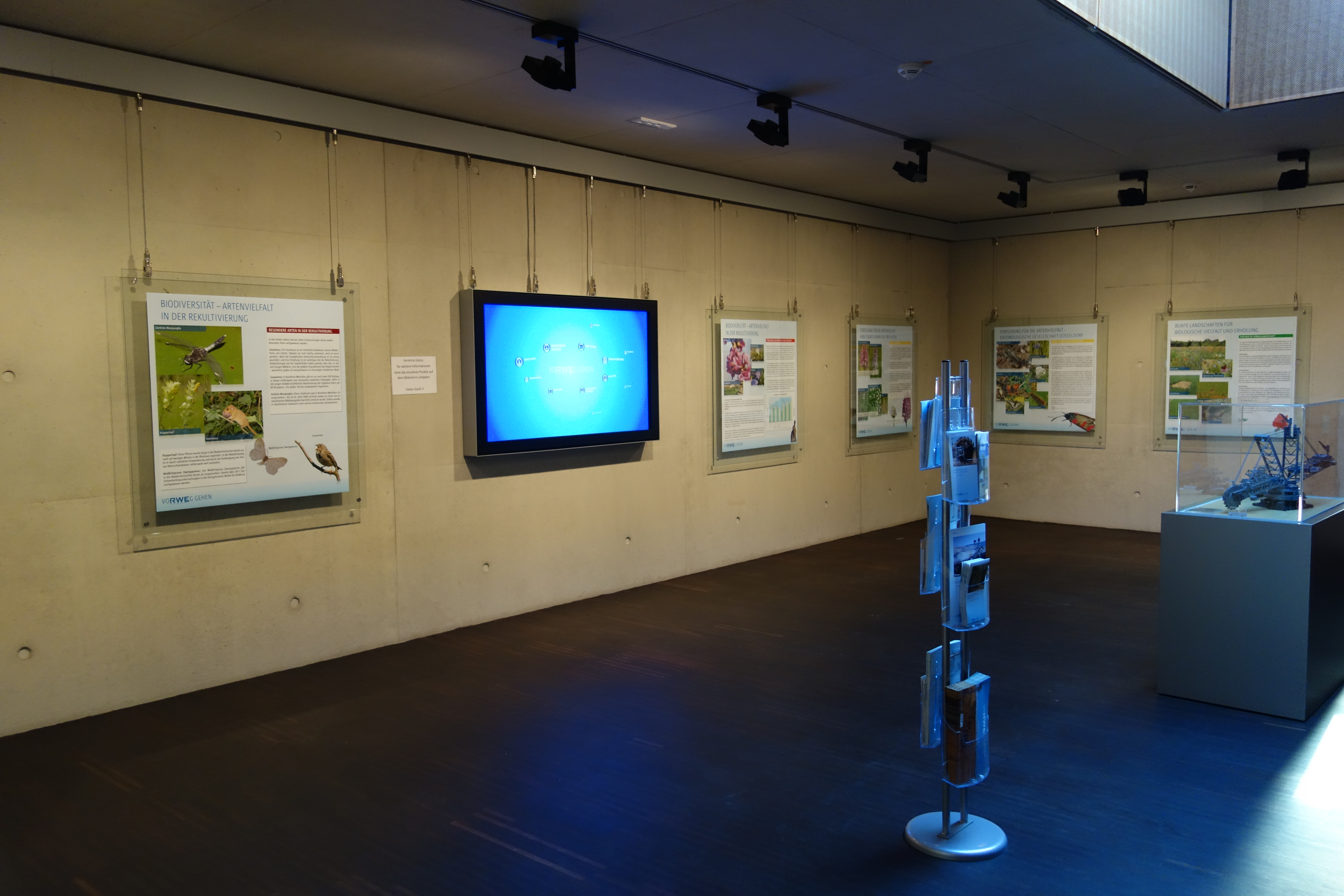
Teil der Dauerausstellung mit Touchscreen-Infodisplay